# BSC Kristall
BSC Kristall é uma equipe profissional de futebol de praia sediada em São Petersburgo, na Rússia. Kristall é o único clube russo que mais venceu a Taça Europeia de Clubes (que é considerado a Liga dos Campeões da UEFA no beach soccer).

## Títulos
| Internacionais  | Internacionais                                | Internacionais | Internacionais                |
|                 | Competição                                    | Títulos        | Temporadas                    |
| --------------- | --------------------------------------------- | -------------- | ----------------------------- |
|                 | Taça Inter                                    | 2              | 2017 e 2018                   |
|                 | Torneio Internacional Open Beachsoccer League | 2              | 2013 e 2015                   |
|                 | Open Indoor Beach Soccer League               | 1              | 2015                          |
| Continentais    |                                               |                |                               |
|                 | Competição                                    | Títulos        | Temporadas                    |
|                 | Taça Europeia de Clubes                       | 2              | 2014 e 2015                   |
|                 | Taça da Nazaré                                | 1              | 2018                          |
| Nacionais       |                                               |                |                               |
|                 | Competição                                    | Títulos        | Temporadas                    |
| Rússia          | Campeonato Russo                              | 5              | 2013, 2015, 2016, 2018 e 2019 |
| Rússia          | Taça da Rússia                                | 3              | 2015, 2017 e 2018             |
| Rússia          | Supercopa da Rússia                           | 1              | 2018                          |
| Regionais       |                                               |                |                               |
|                 | Competição                                    | Títulos        | Temporadas                    |
| São Petersburgo | Campeonato de São Petersburgo                 | 1              | 2018                          |